# HMAS Canberra (D33)
«Канберра» (D33) (англ. HMAS Canberra (D33) — військовий корабель, важкий крейсер типу «Каунті» підтипу «Кент» Королівського військово-морського флоту Австралії за часів Другої світової війни.
Важкий крейсер «Канберра», один з двох важких крейсерів підтипу «Кент», що замовлялися Королівським флотом Австралії, був закладений 9 вересня 1925 року на верфі John Brown & Company у Клайдбанкі. 31 травня 1927 року корабель спущений на воду, а 10 липня 1928 року увійшов до складу Королівських ВМС Австралії.

## Історія служби
У 1934 році крейсер вийшов для супроводження однотипного важкого крейсера «Сассекс», на борту якого знаходився герцог Глостерський, який здійснював офіційний візит до Австралії.

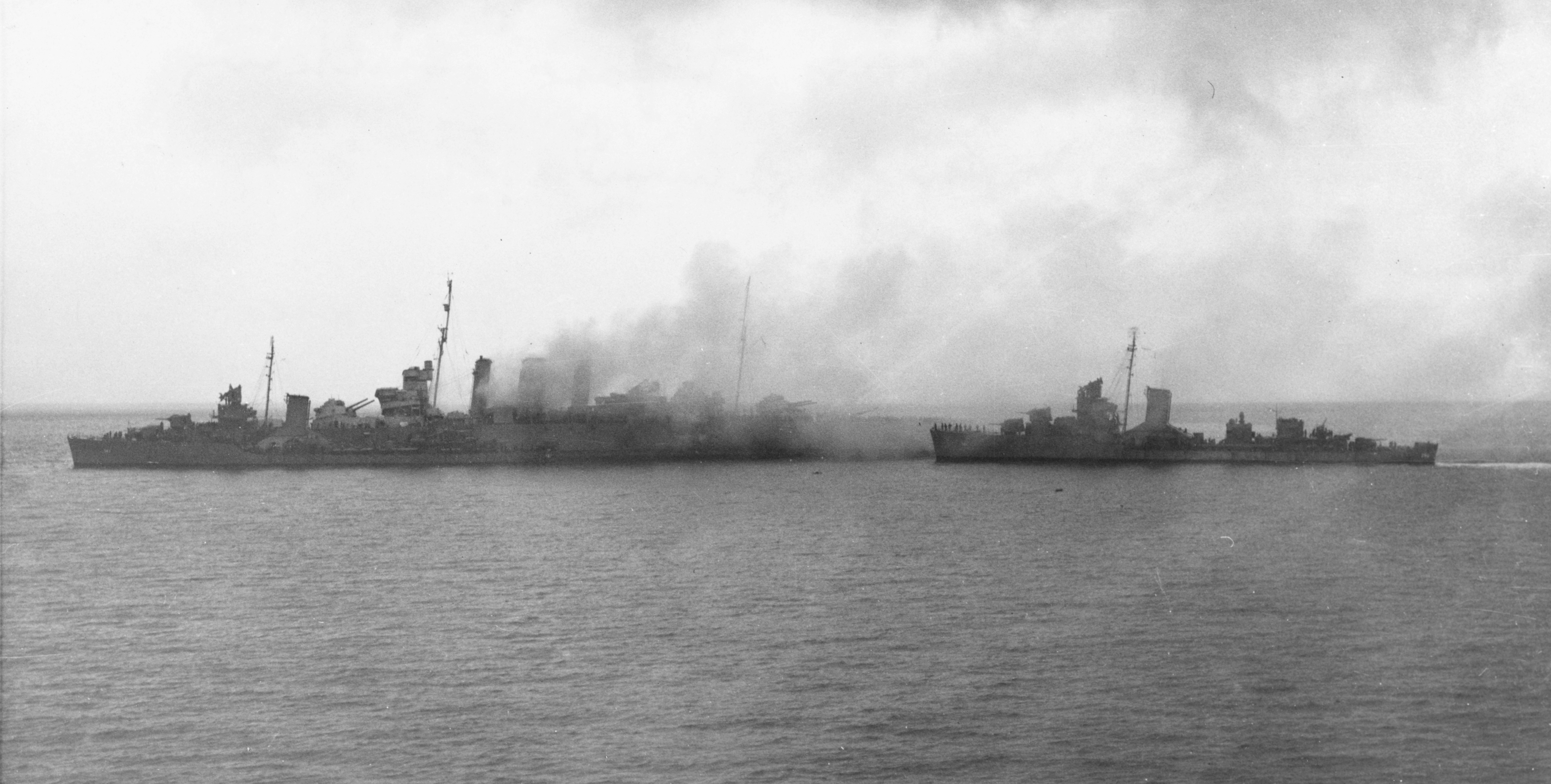
Американські есмінці «Блю» і «Паттерсон» евакуюють команду палаючої «Канберри»

У грудні 1941 року ескортував з крейсерами «Австралія», «Ахіллес» і «Перт» конвой ZK 5 з метою доставляння військ та вантажів з Сіднею до Порт-Морсбі.

### Бій біля острова Саво
Австралійський крейсер «Канберра» входив до складу «Південної» групи (TF 62.1) під командуванням Віктора Кратчлі, до якої входили також важкі крейсери «Австралія» й «Чикаго» та есмінці «Паттерсон» і «Беглі», що мала патрулювати між мисом Лунга на Гуадалканалі і островом Саво. 9 серпня 1942 року сталося зіткнення зі З'єднанням японського флоту на чолі з Мікава Гун'їті, до складу якого входили крейсери «Текай», «Аоба», «Како», «Кінугаса», «Фурутака», «Тенрю», «Юбарі» та есмінець «Юнагі». В ході запеклого нічного бою в «Канберру» влучило до 24 пострілів великого калібру та чотири торпеди й, охоплений полумям, повністю вийшов зі строю. Загинуло 84 члени екіпажу. О 04:00 до палаючого австралійського крейсера підійшов есмінець «Паттерсон» для надання допомоги. До 5 години ранку пожежа була майже приборкана, але командувач віцеадмірал Річмонд Тернер, який вирішив відвести всі свої кораблі і транспорти від Гуадалканала до 06:30, наказав затопити корабель. Після того, як есмінці «Селфрідж» і «Еллет» зняли з крейсера всіх членів екіпажу, «Канберру» добили торпедами й артилерійським вогнем